# Soudal Classics 2017-2018
De Soudal Classics 2017-2018 is het 9e seizoen van een serie overkoepelende wedstrijden in het veldrijden. In de Soudal Classics worden er geen punten gegeven, noch is er een algemeen klassement of algehele eindwinnaar. 

## Erelijst

### Mannen
| Datum      | Wedstrijd                   | Cat. | Eerste               | Tweede                 | Derde                  |
| ---------- | --------------------------- | ---- | -------------------- | ---------------------- | ---------------------- |
| 30/09/2017 | Grote Prijs Neerpelt        | C2   | Laurens Sweeck       | Quinten Hermans        | Jens Adams             |
| 11/11/2017 | Jaarmarktcross Niel         | C2   | Toon Aerts           | Laurens Sweeck         | Corné van Kessel       |
| 02/12/2017 | GP van Hasselt              | C1   | Corné van Kessel     | Toon Aerts             | David van der Poel     |
| 23/12/2017 | Waaslandcross Sint-Niklaas  | C2   | Wout van Aert        | Toon Aerts             | Quinten Hermans        |
| 07/01/2018 | Cyclocross Leuven           | C1   | Corné van Kessel     | Clément Venturini      | Michael Vanthourenhout |
| 21/02/2018 | Cyclocross Masters, Waregem | –    | Mathieu van der Poel | Michael Vanthourenhout | Toon Aerts             |

### Vrouwen
| Datum      | Wedstrijd                   | Cat. | Eerste          | Tweede              | Derde                      |
| ---------- | --------------------------- | ---- | --------------- | ------------------- | -------------------------- |
| 30/09/2017 | Grote Prijs Neerpelt        | C2   | Ellen Van Loy   | Nikki Brammeier     | Helen Wyman                |
| 11/11/2017 | Jaarmarktcross Niel         | C2   | Nikki Brammeier | Alice Maria Arzuffi | Ellen Van Loy              |
| 02/12/2017 | GP van Hasselt              | C1   | Loes Sels       | Ellen Van Loy       | Ceylin del Carmen Alvarado |
| 23/12/2017 | Waaslandcross Sint-Niklaas  | C2   | Lucinda Brand   | Sanne Cant          | Sophie de Boer             |
| 07/01/2018 | Cyclocross Leuven           | C1   | Loes Sels       | Thalita de Jong     | Ceylin del Carmen Alvarado |
| 21/02/2018 | Cyclocross Masters, Waregem | –    | Sanne Cant      | Maud Kaptheijns     | Ellen Van Loy              |

Kampioenschappen:  Wereldkampioenschappen ·
 Europese kampioenschappen ·
 Belgische kampioenschappen ·
 Nederlandse kampioenschappen
Klassementen:  Wereldbeker ·
 Superprestige ·
 DVV Verzekeringen/IJsboerke Trofee ·
 EKZ CrossTour ·
 TOI TOI Cup ·
 Coupe de France ·
 Copa de España ·
 New England Series ·
 US Cup
Overig:  Brico Cross ·
 Soudal Classics
Geen UCI-cat.:  Giro d'Italia Ciclocross
2009-2010 · 
2010-2011 · 
2011-2012 · 
2012-2013 · 
2013-2014 · 
2014-2015 · 
2015-2016 · 
2016-2017 · 
2017-2018 ·
2018-2019 · 
2019-2020